# Petznick (Templin)

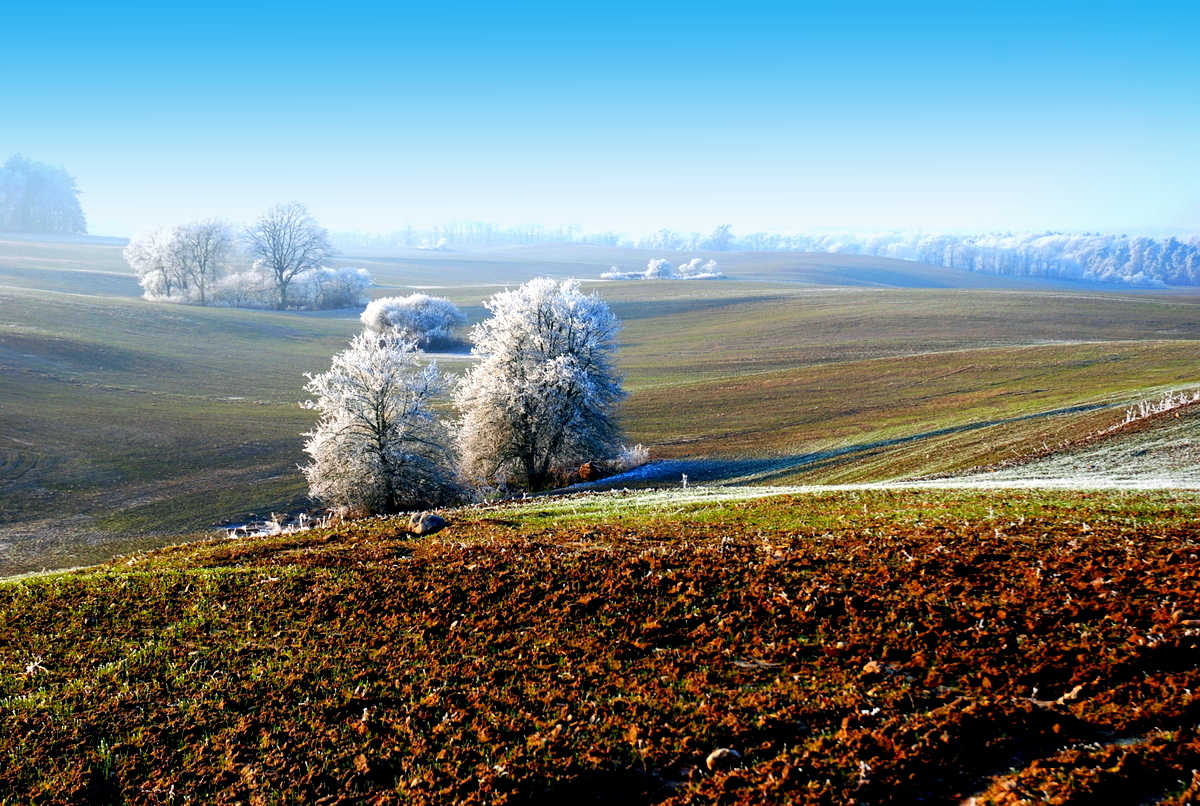
Petznicker Feldflur

Petznick [ˈpeːtsnɪk] ist ein Ortsteil der Stadt Templin im Landkreis Uckermark im Norden von Brandenburg. Das mittelalterliche Petznick war schon Anfang des 15. Jahrhunderts wüst gefallen. Das neuzeitliche Petznick entstand zu Anfang des 18. Jahrhunderts als Vorwerk des Rittergutes Gerswalde. Daraus bildete sich der Gutsbezirk Petznick, aus dem 1928 durch den Zusammenschluss mit dem Gutsbezirk Kreuzkrug die neue Landgemeinde Petznick geschaffen wurde. Petznick war dann bis zur Eingliederung 2003 in die Stadt Templin eine selbständige Gemeinde.

## Lage
Petznick liegt rund zehn Kilometer nordöstlich von Templin. am Rande des Biosphärenreservats Schorfheide-Chorin. Die Gemarkung grenzt im Norden an Herzfelde (Ortsteil der Stadt Templin) und an die Gemarkung der Gemeinde Mittenwalde, im Osten an die Gemarkung der Gemeinde Gerswalde, im Süden an die Gemarkung der Gemeinde Milmersdorf und die Stadtmarkung von Templin und im Westen an die Gemarkung Klosterwalde, einem Ortsteil der Stadt Templin.
Westlich und südwestlich von Petznick liegt der Petznicksee mit seinem Zufluss Kuhzer Seegraben, der durch den Ort hindurch verläuft. Auf der Gemarkung liegen außerdem der Ragollinsee und der Große Dolgensee, Grenzbruch und Paddenpfuhl. Im Süden der Gemarkung liegen Grenzwasser (etwa zur Hälfte) und Neuwasser. Nordwestlich des Ortskerns haben sich flache Senken wieder mit Wasser gefüllt; die Wasserführung ist sehr unterschiedlich. In einem Projektpapier des Nabu werden sie Kleiner Petznicksee genannt.
Zu Petznick gehören die Gemeindeteile Kreuzkrug und Henkinshain sowie die nach dem Zweiten Weltkrieg entstandene Siedlung Birkenhain, die jedoch nicht als offizieller Wohnplatz ausgewiesen ist. Der Kernort Petznick ist über die Bundesstraße 109 von Templin aus über Kreuzkrug direkt zu erreichen. Von Petznick zweigt der Henkenshainer Weg ab durch Petznick hindurch nach Henkinshain. Henkinshain liegt an der L 100 und ist auch von Milmersdorf und Mittenwalde zu erreichen.

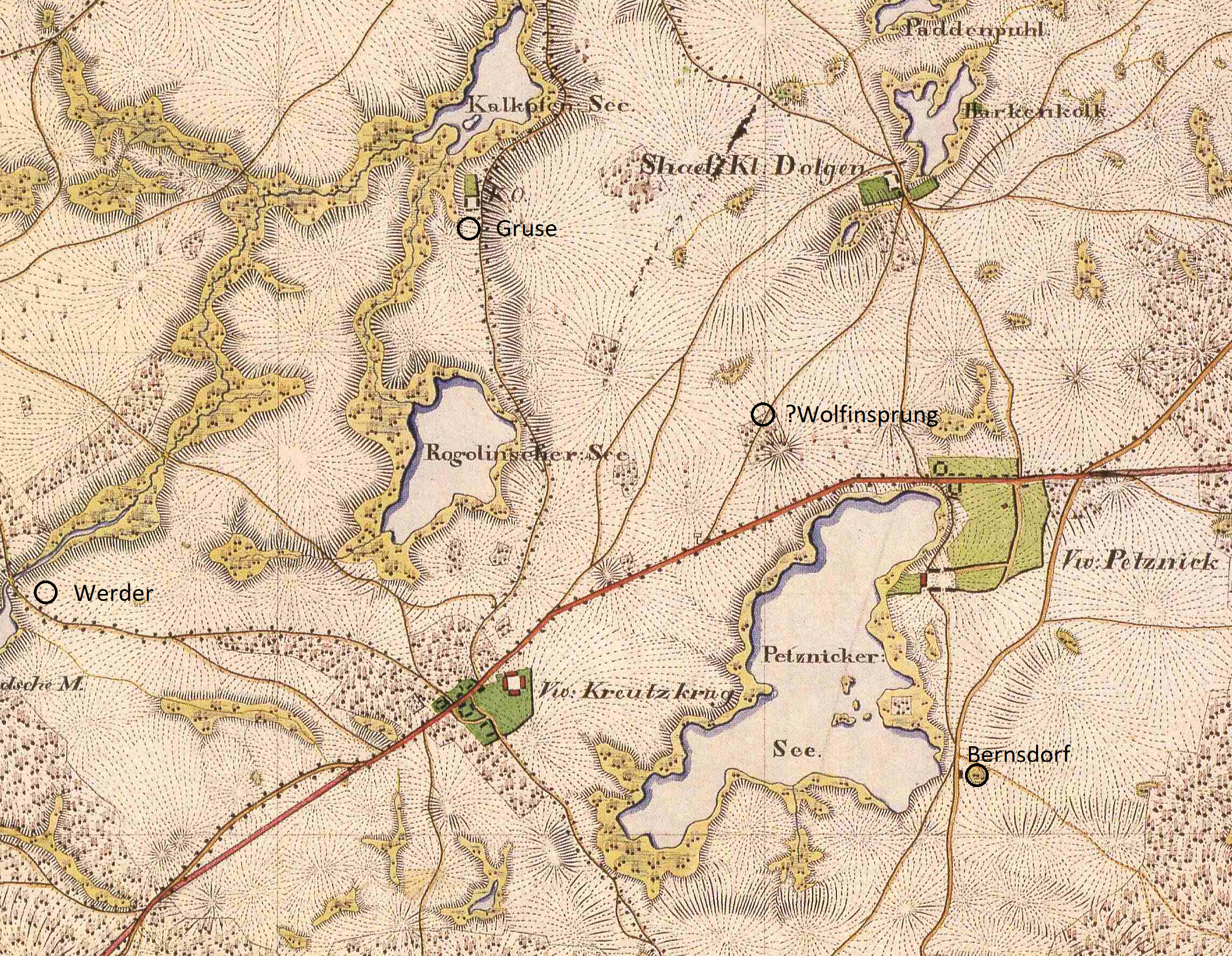
Petznick auf dem Urmesstischblatt 2847 Templin von 1825, mit den 1825 noch existierenden Vorwerken Klein Dolgen und Kalkofen sowie den rekonstruierten Lagen der damals schon abgegangenen kleinen Vorwerke Bernsdorf, Gruse, Werder und Wolfinsprung (nach den Angaben im Historischen Ortslexikon)

## Geschichte des Ortes
Petznick wurde 1375 im Landbuch Kaiser Karls IV. erstmals urkundlich erwähnt. Nach Sophie Wauer handelt es sich ursprünglich um einen Gewässernamen, der auf die Siedlung am Ufer übertragen wurde. Nach Wauer ist der Name ist von einer altpolabischen Grundforn *Pec'nik abgeleitet, eine Bildung mit dem Suffix *-nik zu *pec Ofen, Höhle. Nach Reinhard E. Fischer und Mitautoren in Die Gewässernamen Brandenburgs ist jedoch die Ableitung von einer altpolabischen Grundform *pěsek = Sand wahrscheinlicher. Nach der Dorfstruktur ist Petznick eine Gutssiedlung.

### Das mittelalterliche Dorf Petznick
Dem Namen nach dürfte das zur Zeit der deutschen Ostsiedlung in der ersten Hälfte des 13. Jahrhunderts entstandene Petznick auf eine slawische Vorgängersiedlung zurückgehen. Es war von Anfang an Kirchdorf, wie die Ausstattung der Pfarre mit vier Pfarrhufen zeigt. Das Landbuch Kaiser Karls IV. beschreibt Petznick wie folgt:

“Petzenik prope Templyn 36 mansi. Quilibet dat in pactus 8 solidos, in precariam 1 solidum. Ad ecclesiam iacent 4 mansi. De hiis sunt 15 in possessione dantes in hoc anno medium pactum, alii iacent desolati. Taberna dat 16 solidos in pactum et est desolata. Costenworde sunt 3 dantes per 1 solidum et 1 pullum. Ista villa pertinet Hennynge Grubetzen, civi in Premptzlaw.”

Nach diesen Angaben war die Feldmark in 36 Hufen eingeteilt, von denen jede Hufe 8 Schillinge Pacht und ein Schilling Bede gab. Allerdings waren nur 15 Hufen in Bewirtschaftung, von denen jede in diesem Jahr nur die Hälfte der Pacht geben musste. Die anderen Hufen lagen wüst. Der Krug war ebenfalls verlassen, er gab vorher 16 Schillinge Pacht. Im Dorf waren drei Kossätenwörden, von denen jede Stelle Abgaben in Höhe von einem Schilling und einem Huhn gab. Das Dorf gehörte dem Prenzlauer Bürger Henning Grubetz.
1442 befand sich die Hälfte der Feldmark in Besitz des Geschlechtes von Klützow zu Dedelow. Noch vor 1472 müssen die von Arnim in den Besitz von ganz Petznick gekommen sein.
1472 erhielten Henning, Achim, Claus, Hans und Berndt von Arnim einen Gesamtlehenbrief vom markbrandenburgischen Kurfürsten Albrecht Achilles über diverse Güter in der Uckermark, u. a. auch Das velt zu petzenik mit allem rechte, pfleg czu geben Sechs vierteil birs. Möglicherweise wurde noch ein Teil der Feldmark extensiv genutzt, wie die geringen Abgaben schließen lassen. Von einem Dorf ist nicht mehr die Rede; das mittelalterliche Dorf Petznick war vor 1442 wüst gefallen.
Nach dem Wechsel in manu dominante, also dem Regierungsantritt des markbrandenburgischen Kurfürsten Johann Cicero erhielten Henning von Arnim (der Alte) auf Gerswalde, Claus und Hans von Arnim auf Zichow und Biesenthal sowie Berndt, Lippolt und Heinrich von Arnim Brüder und Vettern in Zehdenick 1486 erneut einen Gesamtlehenbrief und die Bestätigung ihrer Lehen. Darin wird auch dat felt to Petzenicke mit allenn rechtenn, nichts uthgenomenn genannt. Auch der Gesamtlehenbrief von 1602 führt noch das felt zue Pezenick auf.

### Das neuzeitliche Dorf Petznick
Um 1700 legten die von Arnim auf Gerswalde ein Vorwerk auf der Feldmark Petznick an. Für eine frühere Gründung gibt es keine Hinweise. Ob das neuzeitliche Petznick genau an der Stelle des mittelalterlichen Dorfes entstand, ist aber nicht sicher. 1715 war das Vorwerk Petznick Mahlgast in der Gerswalder Mühle, d. h., es existiert um diese Zeit. 1724 wohnten ein Häusler, ein Schäfer, drei Knechte und eine Magd im Vorwerk Petznick.
Otto XII. von Arnim (1682–1748) auf Gerswalde war es gelungen, die drei Rittersitze in Gerswalde, das sogenannte „Weiße Haus“ (Hauptburg), das „Rote Haus“ (Vorburg) und den „Kemper Hof“ wieder in einer Hand zu vereinigen. Otto war zweimal verheiratet; in erster Ehe mit Sophie von Eickstedt, in zweiter Ehe 1727 mit Anne Louise von Arnim aus dem Hause Fredenwalde. Aus den zwei Ehen hatte er sieben Söhne. In seinem Testament teilte er seinen großen Besitz in sieben „Kaveln“ (Teile), die etwa auch wertmäßig gleich groß waren. 1752 fand die Erbteilung der Herrschaft Gerswalde statt. Seine Söhne erhielten per Losentscheid je eine „Kavel“ des großen Besitzes. Lediglich der älteste Sohn Christof Otto erhielt das Hauptgut Gerswalde ohne Losentscheid. Das Erbe Gerswalde des Otto von Arnim verteilte sich wie folgt:
- Christof Otto (1706–1769), Gerswalde
- Ludolf Valentin von Arnim (1707–1758) erhielt Blankensee, Gruse und Werder.
- Bogislav Berndt (1712–1783) erhielt die Vorwerke Petznick, Dolgen und das Dorf Jakobshagen
- Valentin Dietlof (1716–1802) erhielt die Vorwerke Fergitz, Zollchow und das Dorf Zollchow
- Otto (1729–1783) das Gut Lemmersdorf und die Prenzlauer Mühlenpächte
- Magnus Wilhelm (1733–1810) erhielt die Vorwerke Böckenberg und Berkenlatten.
- Joachim Erdmann (1741–1804) erhielt die Vorwerke Neudorf, Kölpin und das Dorf Kaakstedt.

Bogislav Berndt (1712–1783), der Petznick, Dolgen und Jakobshagen geerbt hatte, ließ um 1770 das Herrenhaus in Petznick als eingeschossigen Barockbau mit 15 bzw. 17 Achsen (Hofseite) errichten. Am 24. November 1761 kaufte er von Hans Carl von Arnim (1734–1773) aus dem Hause Götschendorf das benachbarte Bernsdorf für 6.000 Taler. 1774 gab es 18 Feuerstellen in Petznick, davon waren 17 Feuerstellen in Familienhäusern (wohl Doppelhäusern). Petznick hatte damals 95 Einwohner. Zum Gut Petznick gehörten zu dieser Zeit auch die Vorwerke Kalkofen, Klein Dolgen und Bernsdorf. Bernsdorf ist um oder kurz nach 1800 zugunsten des Gutes Petznick aufgegeben worden. Es lag etwa 0,5 km südsüdöstlich von Petznick am Ostufer des Petznicksees. Klein Dolgen war bis spätestens 1842 aufgegeben und zum Gut Petznick gezogen worden. Der Kalkofen existierte noch bis mind. 1861 als Kalkbrennerei.
Bogislav Bernd von Arnim ging 1778 in Konkurs. Sein Sohn Otto Erdmann Christof Albrecht (1748–1821) konnte die verschuldeten Güter 1784 nach einer Versteigerung übernehmen; er starb 1821 kinderlos. Das Erbe fiel an seine Vettern. Das Gut Blankensee, das der jüngere Sohn des Valentin Dietloff, Carl Christof Joachim (1764–1821) geerbt hatte, fiel 1821 ebenfalls den Vettern von Arnim zu, da auch er keine Leibeserben hatte. Aus dem Nachlass ds Obristen Curt Heinrich Gottlieb von Arnim in Sternhagen († 1800) hatte die Gerswalder Linie der von Arnim zudem halb Zollchow und Krullenhaus geerbt. Diese Güter blieben zunächst in gemeinsamen Besitz der Brüder und Vettern. Diese Erbschaften wurden nun zusammen verteilt (um 1825). Insgesamt waren noch sechs Erbberechtigte am Leben,
- Carl Ludolf Bernhard (1753–1828) auf Gerswalde, Sohn des Christof Otto, der Gerswalde erhalten hatte. Er erbte Kienwerder, das er gegen Zollchow vertauschte.
- Carl Heinrich Joachim (1763–1827), Friedrich Wilhelm Erdmann (1766–1852) und Ferdinand August Valentin (1768–1847), die Söhne des Magnus Wilhelm (1733–1810) auf Böckenberg. Carl Heinrich Joachim erbte Zollchow, und vertauschte es gegen Kienwerder, Friedrich Wilhelm Erdmann erbte Kreuzkrug und Ferdinand August Valentin erbte Petznick.
- Carl Otto Ludwig (Pitt) und Carl Joachim Friedrich Ludwig (Achim), die Söhne des Joachim Erdmann (1741–1804), erhielten aus der Erbmasse Blankensee und Krullenhaus.

Ferdinand August Valentin (1768–1847), dessen väterliches Gut Böckenberg unter Zwangsverwaltung stand, nahm seinen Wohnsitz nun in Petznick. 1832 erbte er außerdem Kienwerder von seinem Neffen Carl Otto Friedrich Wilhelm (1807–1832), dem Sohn von Carl Heinrich Joachim (1763–1827), der sich im Alter von nur 25 Jahren bei der wüsten Kirche in Berkenlatten erschossen hatte.
Schon um 1810 erhielt Petznick eine eigene Schule. Um 1871/72 wurde in Petznick ein neues Schulgebäude errichtet. Über einhundert Jahre später wurde die Schule im Jahr 1977 geschlossen. 1826 ließ Ferdinand August Valentin von Arnim das Gutshaus modernisieren.
1830 wurde auf dem Areal des Gutsbezirks, rund 2,5 km südöstlich des Gutes Petznick in der Nähe der Prenzlauer-Berliner Chaussee eine Ziegelei und Vorwerk angelegt. Der erste Pächter der Ziegelei hieß Henkin. 1831 wurde das Etablissement offiziell Henkinshain benannt. 1840 waren hier an der Prenzlauer-Berliner Chaussee zwei Wohnhäuser und eine Poststation vorhanden; Henkinshain hatte 18 Einwohner. Die Prenzlauer-Berliner Chaussee war bis zum Bau der Zehdenicker-Templiner-Chaussee die Hauptverkehrsstrecke von Berlin nach Prenzlau.
1847 war der Besitzer von Petznick und Kienwerder Ferdinand August Valentin von Arnim gestorben. Sein Sohn Friedrich Eduard Otto (Otto) hatte schon 1832 das Gut Kreuzkrug gepachtet, das seinem Onkel Friedrich Wilhelm Erdmann (1766–1852) gehörte. 1847 übernahm er nun die väterlichen Güter Kienwerder und Petznick. Nach dem Tod seines Onkels Friedrich Wilhelm Erdmann 1852 fiel ihm auch Kreuzkrug zu. Er konnte danach auch die 50.000 Taler aufbringen, die als Schulden auf dem väterlichen Gut Böckenberg lasteten und dieses Gut wieder in seinen Besitz bringen. Unter seiner Ägide und auf seine Kosten wurde 1856 die Petznicker Dorfkirche erbaut. Otto von Arnim heiratete erst 57-jährig im Jahr 1860 Adolfine Gertrud Ida Sophie von Ramin von Schmagerow (Landkreis Vorpommern-Greifswald, Mecklenburg-Vorpommern), mit der er sechs Kinder hatte, ein Sohn starb als Kleinkind.
1861 gab es in Petznick (besser gesagt im Gutsbezirk) zwei Gasthöfe (einer davon in Kreuzkrug), eine Kalkbrennerei und eine Ziegelei (Henkinshain). Der Kalkofen lag nicht weit vom Südufer des Dolgensees (damals auch Kalkofensee genannt) entfernt. Außer der Gutsfamilie und den Kossäten wohnten im Dorf ein Fischermeister, ein Gärtnermeister und ein Schmiedemeister. Auf dem Gut Petznick wurden 46 Pferde, 41 Stück Rindvieh und 1373 Schafe gehalten. 1863 gibt Adolf Frantz bzw. die Ortschaftsstatistik die Größe des Gutes mit 3780 Morgen an, davon 22 Morgen Gehölz, 57 Morgen Garten, 3000 Morgen Acker, 234 Morgen Wiesen, 60 Morgen Weiden und 464 Morgen Forst.
1871 standen 18 Wohnhäuser in Petznick, das Gutsdorf hatte 232 Einwohner. 1876 ließ Amtmann Otto Gräf (auch Gräfe genannt), der Verwalter des Gutes, eine Brennerei auf dem Gut erbauen, in der aus Kartoffeln Schnaps gebrannt wurde. Das General-Adressbuch der Ritterguts- und Gutsbesitzer im Deutschen Reiche von 1879 führt die Brennerei unter der Rubrik industrielle Anlagen auf. Auch die Ziegelei (Henkinshain) war weiter in Betrieb. Die Größe des Gutes wurde nun in Hektar angegeben, Gesamtgröße 1181,99 Hektar, davon 680,90 Hektar Acker, 26,93 Hektar Wiesen, 51,24 Hektar Weiden, 325,95 Hektar Wald und 96,88 Hektar Wasser. Der Grundsteuerreinertrag ist mit 6.909 Mark beziffert.
Am 10. September 1884 starb Otto von Arnim in Petznick. Kurz vor seinem Tod 1882 hatte er noch einen Familienfideikommiss gestiftet, der wenige Monate vor seinem Tod vom Kaiser bestätigt wurde und in Kraft trat. Immer der älteste Sohn sollte den gesamten Besitz erben. Erbe war zunächst der älteste Sohn Kurt Erdmann Valentin Detloff von Arnim (1861–1929).
Das Handbuch des Grundbesitzes von 1885 bringt leicht unterschiedliche Zahlen (gegenüber 1879); Gesamtgröße 1208 Hektar, davon 697 Hektar Acker, 27 Hektar Wiesen, 52 Hektar Weiden, 333 Hektar Wald und 99 Hektar Wasser. Unter der Rubrik Verwertung des Viehstandes ist Milchwirtschaft genannt. Unter der Rubrik Industrielle Anlagen steht weiterhin die Brennerei und die Ziegelei. Pächter war weiterhin Otto Gräf(e).
1896 wurde das Gut Petznick von Julius Pritzkow verwaltet; er war bis nach dem Ersten Weltkrieg Administrator. 1921 folgte dann ein Administrator Schneider. Das Gut Petznick hatte 511 Hektar Acker, 30 Hektar Wiesen, 196 Hektar Weiden, 484 Hektar Wald, 6 Hektar Unland und 100 Hektar Wasser. Der Tierbestand belief sich auf 43 Pferde, 54 Stück Rindvieh, darunter 10 Milchkühe, 39 Schweine und 273 Schafe.
Der 2. Fideikommissherr von Petznick Kurt Erdmann Valentin Detloff hatte sich zuerst seiner Militärkarriere gewidmet, erst 1904 nach dem Tod seiner Mutter nahm er den Abschied um sich der Bewirtschaftung seiner Güter zu widmen. Mit dem Beginn des 1. Weltkriegs musste er wieder für die gesamte Dauer des Krieges einrücken. Nach seiner Rückkehr stand es um das Gut Petznick nicht zum besten. Es hatte unter der Kriegswirtschaft sehr gelitten und auch der Verwalter Julius Pritzkow scheint mit seiner Wirtschaftsführung nicht besonders innovativ gewesen zu sein. 1920 musste Kurt Erdmann Valentin Detloff das Gut Böckenberg verkaufen und schließlich die Bewirtschaftung seiner gesamten Güter der Beratungsstelle der Ritterschaft überlassen. Kurt Erdmann Valentin Detloff von Arnim starb am 18. Mai 1929 in Berlin-Weißensee ohne Kinder zu hinterlassen.
Erbe und nächster Fideikommissherr von Petznick wäre der nächstjüngere Bruder Otto Albert Wilhelm Magnus von Arnim (1863–1945) gewesen. Er verzichtete jedoch zugunsten seines Sohnes Hans Gerd von Arnim (1893–1969). Hans Gerd trat 1907 in die Armee ein, machte den gesamten Ersten Weltkrieg mit und schied 1919 aus dem Militärdienst aus. Er lernte die drei folgenden Jahre Landwirtschaft und sich auf die Bewirtschaftung der Familiengüter vorzubereiten. Er war außerdem in den 1920er Jahren Turnierreiter gewesen und hatte das Sportpferdegestüt Kiebitzbruch bei Neustrelitz gepachtet. Er konnte einige Erfolge im Dressurreiten verbuchen, musste das Gestüt aber wohl aus finanziellen Gründen wieder aufgeben. Er wurde Kaufmann für landwirtschaftliche Produkte. Als er 1929 Fideikommissherr wurde, gab ihm die Beratungsstelle der Ritterschaft die Bewirtschaftung seiner Güter zurück mit der Begründung, er sei ja gelernter Landwirt und könne sich schließlich selber um seine Güter kümmern. Nach der Übernahme von Petznick konnte auch er den Niedergang des großen Gutes nicht aufhalten. 1930 musste er Kienwerder verkaufen. In Petznick standen um diese Zeit insgesamt 24 Wohnhäuser.
1932 musste Hans Gerd schließlich auch das Gut Petznick mit seinen landwirtschaftlichen Flächen an den Landwirt Friderici aus Schlesien verkaufen. Er behielt sich im Vertrag jedoch ein Rückkaufrecht vor, das er aber nicht wahrnehmen konnte. Der Forst und der See blieben in seinem Besitz (ca. 1200 ha). Die Familie zog daraufhin nach Potsdam. Hans Gerd von Arnim ließ sich in den 1930er Jahren am Ufer des Petznicksees im Wald einen Holzbungalow bauen, das sogenannte „Jagdhaus“, im Dorf wurde das Haus „Waldschlösschen“ genannt. Während der letzten Jahre des Zweiten Weltkriegs wohnten mehrere Familienmitglieder der von Arnim in diesem „Jagdhaus“.
1934 wurde in Petznick die (Orts-)Feuerwehr gegründet. Sie war damals mit einer Handdruckspritze ausgerüstet. 1935 verkaufte Hans Gerd das Forstgut Wilhelmshof an Achim Freiherr von Willisen, musste jedoch den Rentenberechtigten der Familie ihre Sicherungshypotheken ausbezahlen. Danach reichte das Geld nicht mehr zum Rückkauf von Gut Petznick.

### Neuzeit
Nach dem Zweiten Weltkrieg wurde das Gut und auch Forst und See enteignet. Der Gutsherr Friderici wurde vertrieben und sein Gutsinspektor Franke von den Sowjets verschleppt. Er kehrte nie zurück und hinterließ eine Witwe, die wenige Tage darauf verstarb und einen kleinen Sohn Horst. Dieser wurde daraufhin von einer Tante aus Fürstenwalde an der Oder abgeholt und wuchs bei ihr auf.
Im Gutshaus wurden zunächst Flüchtlinge untergebracht. Später diente es als Verwaltungssitz der LPG und Kulturhaus. Der örtliche „Konsum“ war darin untergebracht, und zeitweise wurde es auch als Schule genutzt. Außerdem waren mehrere Wohnungen darin untergebracht.
1960 hatte die LPG Typ III Petznick 80 Mitglieder und bewirtschaftete 706 ha Land. 1980 schlossen sich die LPG Petznick und die LPG Krohnhorst zur LPG Tierproduktion mit Sitz in Krohnhorst zusammen. Nach der Bodenreform entstand die Siedlung Birkenhain als Neubauern hier ihre Häuser errichteten.
1965 wurde der „Neubau“ mit 24 Wohnungen in Petznick errichtet. Betreiber dieser Immobilie ist heute die Kommunale Wohnungsunternehmen Prenzlau – Land GmbH.
Durch Unterstützung der Einwohner wurde im Jahr 1967 die zentrale Wasserversorgung realisiert. Ein Jahr später folgte die Einrichtung der Straßenbeleuchtung.
Nach der deutschen Wiedervereinigung wurde die LPG liquidiert und das Gutshaus für verschiedene Zwecke genutzt. Die Hofgebäude standen viele Jahre leer und begannen mangels Nutzung und Instandhaltung zu verfallen. Gleiches galt auch für das Herrenhaus, dessen Nutzung durch die Gemeinde Jahr für Jahr abnahm.
Im Jahr 2000 wurde die 625-Jahr-Feier der urkundlichen Erstnennung von Petznick feierlich begangen.
2003 wurde das Herrenhaus von der Gemeinde an Privatleute verkauft, die zeitgleich auch die Hofgebäude und den ehemaligen Park von der BVVG erwerben und die Gutsanlage wieder in eine Hand überführen konnten. 2005 begann die denkmalgerechte Sanierung, die mittlerweile für viele Gebäude abgeschlossen ist. Die Gutsanlage wird heute wieder landwirtschaftlich genutzt. Teile des Herrenhauses und weitere Gebäude auf der Anlage werden nach der Sanierung zu Ferienwohnungen umgebaut.
Seit 2006 haben die Petznicker mit dem Gemeindehaus wieder einen Treffpunkt für Sitzungen, Festlichkeiten, Sport- und Freizeitgestaltung.

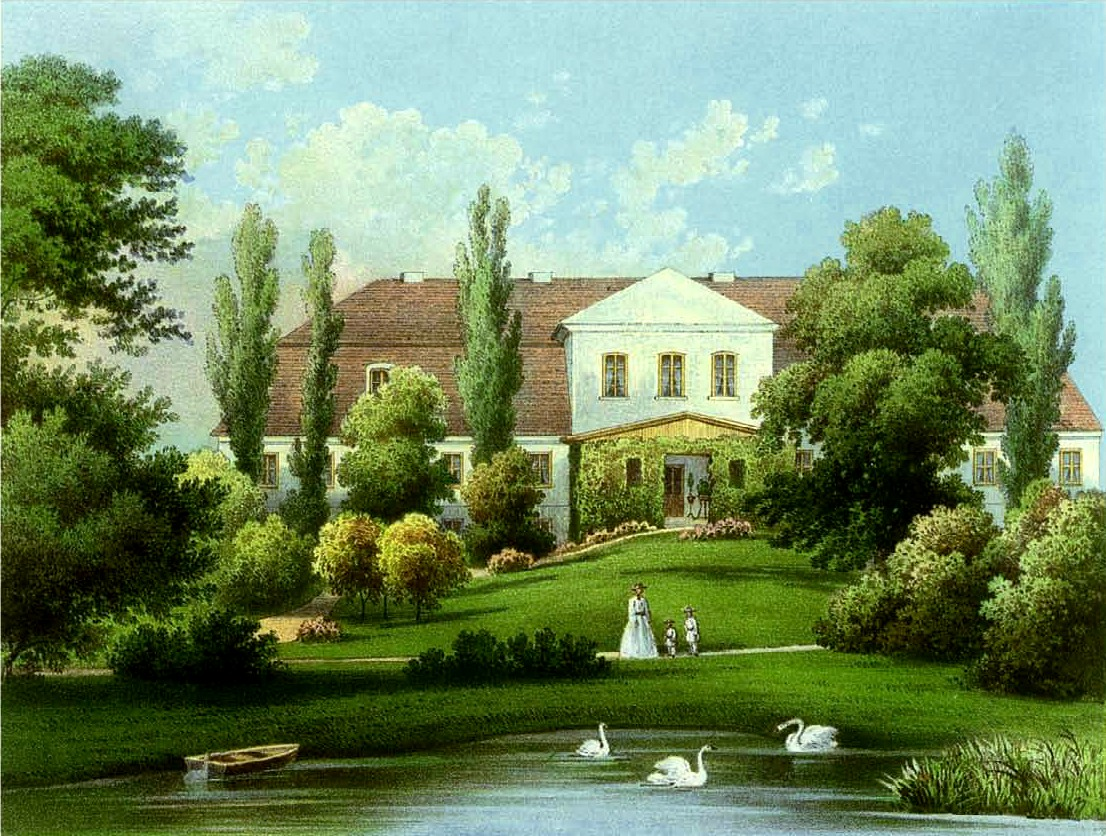
Gut Petznick (Sammlung Alexander Duncker 1867/68.)

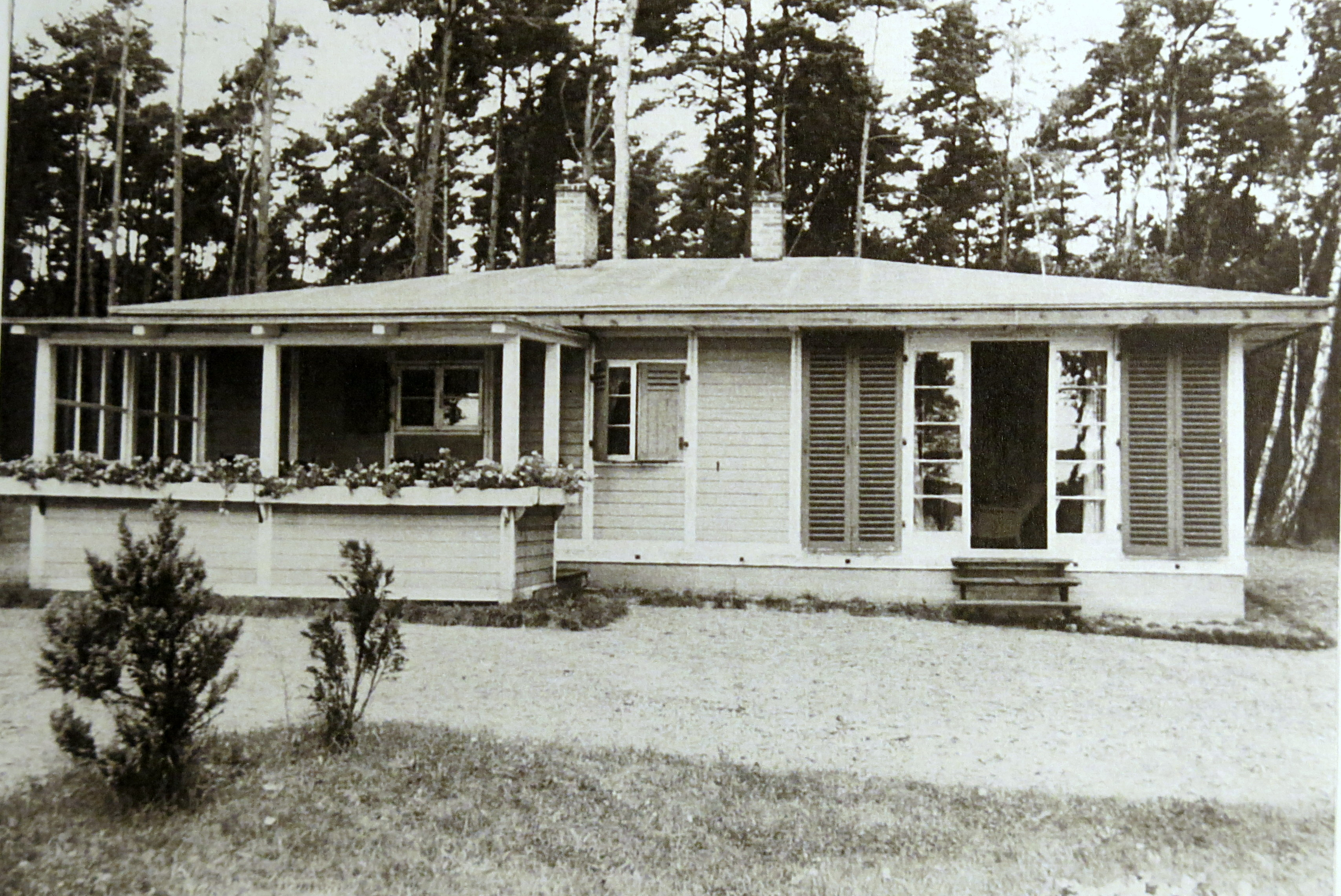
Jagdhaus/Waldschlösschen

| Jahr      | 1734 | 1774 | 1790 | 1801 | 1817 | 1840 | 1858 | 1871 | 1890 | 1910 | 1925 | 1939 | 1946 | 1964 | 1971 | 1981 | 1991 | 2002 | 2017 |
| Einwohner | 13   | 95   | 107  | 97   | 95   | 153  | 168  | 232  | 248  | 251  | 184  | 193  | 467  | 335  | 375  | 292  | 261  | 268  | 224  |

## Kommunale Geschichte
Petznick gehörte zur Zeit der Wiedergründung zum Uckermärkischen Kreis der Mark Brandenburg. Mit der Kreisreform von 1816/17 in Preußen kam es zum Kreis der Provinz Brandenburg. Der Kreis Templin in diesem Umfang hatte bis 1952 Bestand, wurde dann unter Beibehaltung des Namens und der Kreisstadt neu zugeschnitten und administrativ dem neugeschaffenen Bezirk Neubrandenburg der DDR zugewiesen. In der Kreisreform von 1993 im Land Brandenburg wurden die drei Kreise Angermünde, Prenzlau und Templin mit wenigen Grenzänderungen zum Landkreis Uckermark vereinigt.
Petznick gehörte ursprünglich zum Rittergut Gerswalde, später war Petznick ein eigenes Rittergut, und bildete ab 1850 einen eigenen Gutsbezirk. Es gab keinen Gemeindebezirk, also keine bäuerliche Gemeinde in Petznick. 1871 gehörten zum Gutsbezirk Petznick außerdem der Ackerhof Henkinshain und das Vorwerk Kienwerder. Mit der Kreisreform von 1872/74 wurden Amtsbezirke in der Provinz Brandenburg gebildet. Der Gutsbezirk Petznick mit Henkinshain bildete mit einigen anderen Gemeinden und Gutsbezirken den Amtsbezirk 10 Petznick des Kreises Templin. Amtsvorsteher war der Kreisdeputierte von Arnim, sein Stellvertreter Rittergutsbesitzer Lindenberg aus Herzfelde. Das Vorwerk Kienwerder bildete nun einen eigenen Gutsbezirk, der dem Amtsbezirk Gerswalde zugeordnet wurde. 1928 wurden die Gutsbezirke Kreuzkrug und Petznick zur neuen Landgemeinde Petznick vereinigt. 1931 waren Kreuzkrug, Henkinshain und Bahnhof Kreuzkrug (Mark) Wohnplätze von Petznick. 1950 waren Kreuzkrug und die Försterei Henkinshain Wohnplätze von Petznick. 1957 und 1971 war Kreuzkrug ein Ortsteil von Petznick.
Petznick schloss sich 1992 mit 13 anderen Gemeinden zum Amt Templin-Land zusammen. Zum 26. Oktober 2003 wurden die Gemeinden Beutel, Densow, Gandenitz, Gollin, Groß Dölln, Grunewald, Hammelspring, Herzfelde, Klosterwalde, Petznick, Röddelin, Storkow und Vietmannsdorf per Gesetz in die Stadt Templin eingegliedert. Das Amt Templin-Land wurde zum selben Zeitpunkt aufgelöst. Seither ist Petznick ein Ortsteil der Stadt Templin. Kreuzkrug ist ein Gemeindeteil, Henkinshain ein Wohnplatz der Stadt Templin.

## Denkmale und Sehenswürdigkeiten
Die Denkmalliste des Landes Brandenburg führte zwei Bau- und sieben Bodendenkmale für die Gemarkung Petznick auf.

### Baudenkmale
- Nr. 09130579 Henkinshainerweg Dorfkirche Petznick.
- Nr. 09130580 Henkinshainerweg Gutsanlage, bestehend aus Herrenhaus, Gutshof mit fünf Wirtschaftsgebäuden und Hofpflasterung. Das Gutshaus wurde um 1770 erbaut. Umbauten an der Fassade und Erweiterungen der Hofanlage erfolgten Anfang und Mitte des 19. Jahrhunderts. Zur Gutsanlage gehören das Herrenhaus, das Verwalterhaus, mehrere Stallgebäude, diverse Scheunen und die ehemalige Gutsbrennerei. Von der ehemaligen Gärtnerei ist nur noch die Lage bekannt. Hinter dem Herrenhaus wurde im 18. Jahrhundert ein Park angelegt.

### Bodendenkmale
- Nr. 140576 Flur 2: eine Siedlung des deutschen Mittelalter
- Nr. 140624 Flur 2: ein Hügelgräberfeld der Bronzezeit
- Nr. 140625 Flur 2 ein Hügelgrab der Bronzezeit
- Nr. 140626 Flur 2 ein Hügelgrab der Bronzezeit
- Nr. 140627 Flur 2: ein Hügelgrab der Bronzezeit
- Nr. 140628 Flur 2: ein Hügelgrab der Bronzezeit
- Nr. 140629 Flur 2: ein Hügelgrab der Bronzezeit

## Naturschutzgebiet Dolgenseen-Ragollinsee
Die westlichen Teile der Gemarkung Petznick mit Großem und Kleinem Dolgensee sowie dem Ragollinsee bilden den Kern des Naturschutzgebietes Dolgenseen-Ragollinsee, das 2012 eingerichtet wurde. Es umfasst 431 Hektar. Der größere Teil des Schutzgebietes liegt allerdings auf den Gemarkungen Klosterwalde und Herzfelde.

## Persönlichkeiten
- Rudolf von Sydow (1805–1872), geb. in Petznick, preußischer Verwaltungsjurist und Regierungspräsident der Hohenzollernschen Lande